# Юрий Кондратюк
Юрий Василиевич Кондратюк (на руски: Ю́рий Васи́льевич Кондратю́к, на украински: Ю́рій Васи́льович Кондратю́к), истинско име Александър Игнатиевич Шаргей (на руски: Алекса́ндр Игна́тьевич Шарге́й, на украински: Олександр Гнатович Шаргей) е украински инженер и математик в Съветския съюз. Той е пионер в астронавтиката и космическите полети, теоретик и визионер, който в началото на XX век разработва първата известна среща в лунна орбита (LOR), ключова концепция за кацане и връщане на космически полети от Земята до Луната. LOR по-късно е използвана за планирането на първия действителен човешки космически полет до Луната. Много други аспекти на космическите полети и изследването на космоса са обхванати в неговите трудове.
Кондратюк прави научните си открития в условията на война (включително двете световни войни и гражданската война в Русия), непрекъснато преследване от властите и сериозни заболявания. Всъщност „Юрий Кондратюк“, името, под което той става известен както в Русия, така и в чужбина, е открадната самоличност, която той приема през 1921 г. за собствена защита.

## Памет
Когато американският астронавт Нийл Армстронг посещава Съветския съюз след историческия си полет до Луната, той събира шепа пръст от къщата на Кондратюк в Новосибирск, за да признае приноса му към космическите полети, като според съобщенията призова съветските власти да започнат да отбелязват паметта на Кондратюк.
По-късно на Кондратюк е кръстен научен център и колеж в Новосибирск, както и улици в Полтава, Киев и Москва. Полтавският национален технически университет носи името на Кондратюк от 1997 г. Освен това дава името си на лунния кратер Кондратюк и на малката планета Кондратюк 3084, открита през 1977 г.
Правителството на Украйна издава пощенски марки и монети с изображението на Кондратюк.
Юрий Кондратюк е въведен в Международната космическа зала на славата през 2014 г.